# Slovenska Istra
Das Fauna-Flora-Habitat Slovenska Istra (deutsch Slowenisch Istrien) befindet sich im äußersten Südwesten Sloweniens, in der Region Obalno-kraška an der kroatischen Grenze im Norden Istriens. Das bereits im November 2007 als Schutzgebiet ausgewiesene Areal wurde im Februar 2012 offiziell als FFH-Gebiet anerkannt und von Slowenien durch eine Verordnung deklariert.

## Beschreibung
Die Schutzgebietsfläche liegt im Gemeindebezirk der Stadt Koper, die sich in geringer Entfernung im Norden vom Schutzgebiet befindet und mit einem kleinen Flächenanteil im Gemeindebezirk von Piran. Im Westen begrenzt das Dorf Dragonja das Schutzgebiet, im Süden verläuft die Staatsgrenze zu Kroatien und dem Grenzfluss Dragonja, im Südosten der Ort Topolovec, im Osten der Ort Boršt und im nördlichen Verlauf die Orte Pomjan und Šmarje pri Kopru.
Slovenska Istra besteht aus einem Landschaftsmosaik in einer ausgedehnten Agrarlandschaft mit kleinen Tümpeln die für Amphibien und Reptilien wichtige Lebensräume sind. Die landwirtschaftlich genutzten Flächen werden von verstreut im Schutzgebiet gelegenen Bauernhöfen extensiv bewirtschaftet. Das gesamte Areal ist mit Hügeln, engen Bachtälern und Schluchten durchsetzt. Der Fluss Dragonja umfließt das gesamte Schutzgebiet am südlichen und westlichen Rand, bevor er in das Adriatische Meer mündet. Dabei beeinflusst er mit seinen Zuflüssen die klimatischen Bedingungen und die Flora und Fauna im Schutzgebiet sowie der angrenzenden Biotope.

## Schutzzweck
Folgende Lebensraumtypen nach dem Anhang I der FFH-Richtlinie wurden für das Schutzgebiet erfasst und sind in ihrem Bestand zu erhalten.
Eine Gebietsfläche von 10,8 ha nehmen Formationen mit Gemeinem Wacholder (Juniperus communis) auf Kalkheiden und -rasen (Code 5130) ein die das vorhandene Grasland überwuchern. Auf Arealen mit einer Gesamtfläche von 166 ha wurde der östliche sub-mediterrane Trockenrasen (Scorzoneratalia villosae) (Code 62A0) bestimmt auf dem die im Schutzgebiet vorkommenden Orchideen und Schmetterlingsarten anzutreffen sind. Für weitere 8,8 ha wurde eine Einstufung als Pfeifengraswiesen auf kalkreichem Boden, torfigen und tonig-schluffigen Böden (Molinion caeruleae) (Code 6410) vorgenommen. Kalktuffquellen (Cratoneurion) (Code 7220) bedecken 9,9 ha und auf 9,2 ha Gebietsfläche sind Wälder mit Steineichen (Quercus ilex) (Code 9340) vorhanden. Alle Schutzgebietsflächen werden besonders geschützt um den einzigen Fundort der Vierstreifennatter (Elaphe quatuorlineata) in Slowenien zu erhalten.

## Flora und Fauna
Im Schutzgebiet kommen Pflanzen- und Tierarten vor die der FFH-Richtlinie unterliegen und „Arten von gemeinschaftlichem Interesse“ darstellen. Für diese Arten sind besondere Schutzmaßnahmen und Areale in Schutzgebieten auszuweisen um die vorhandenen Biotope zu erhalten.
Im Standarddatenbogen (SDB) wurden der Dohlenkrebs (Austropotamobius pallipes), die Tiberbarbe (Barbus plebejus), die Gelbbauchunke (Bombina variegata), der Russische Bär (Euplagia quadripunctaria), der Große Eichenbock (Cerambyx cerdo), das Stromtal-Wiesenvögelchen (Coenonympha oedippus), die Große Quelljungfer (Cordulegaster heros), die Vierstreifennatter (Elaphe quatuorlineata), die Europäische Sumpfschildkröte (Emys orbicularis), der Hecken-Wollafter (Eriogaster catax), Euphrasia marchesettii, der Skabiosen-Scheckenfalter (Euphydryas aurinia), die Adria-Riemenzunge (Himantoglossum adriaticum), der Hirschkäfer (Lucanus cervus), der Italienische Springfrosch (Rana latastei) und der Alpen-Kammmolch (Triturus carnifex) aufgezeichnet.

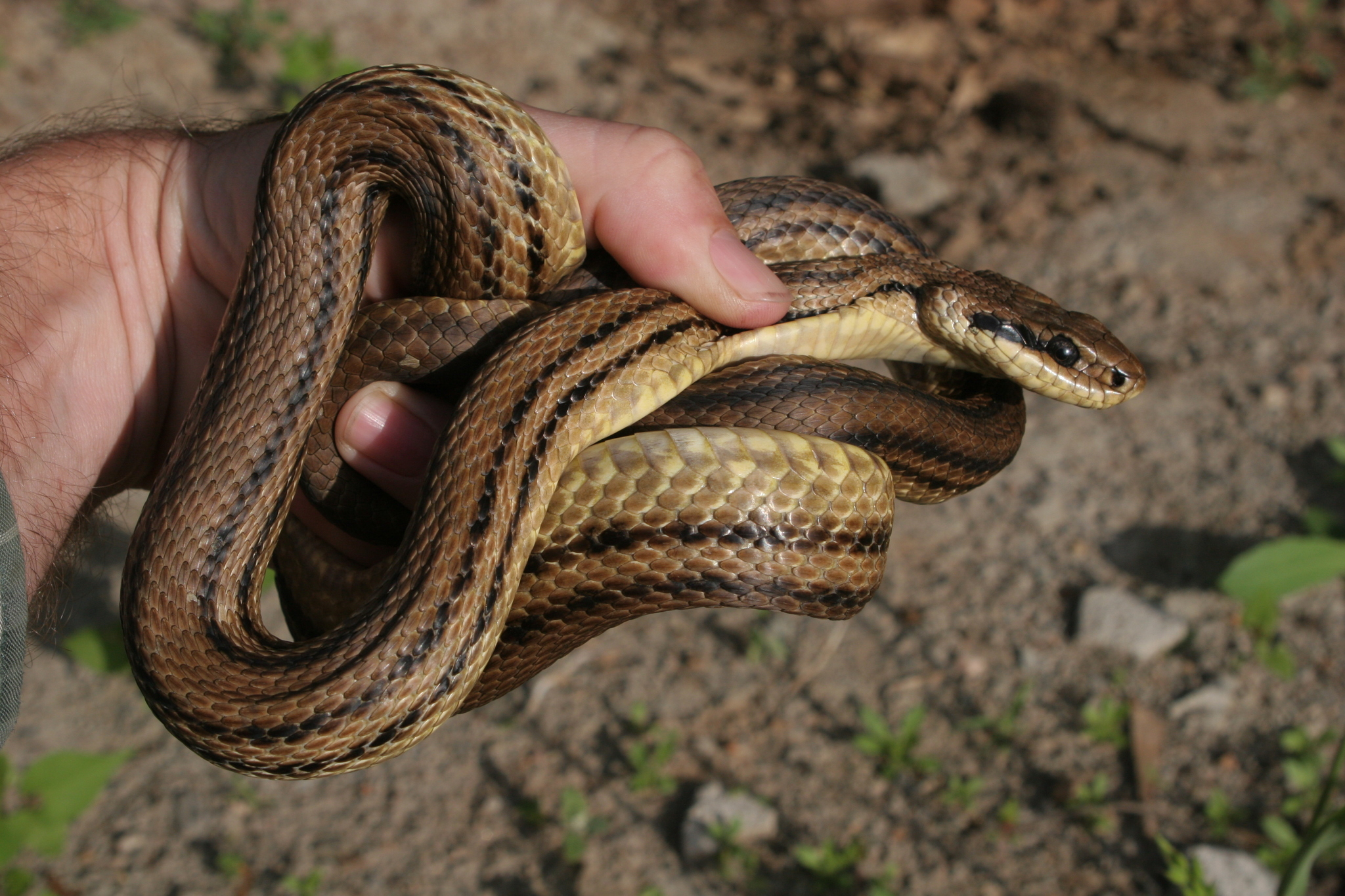
Vierstreifennatter (Beispielfoto)
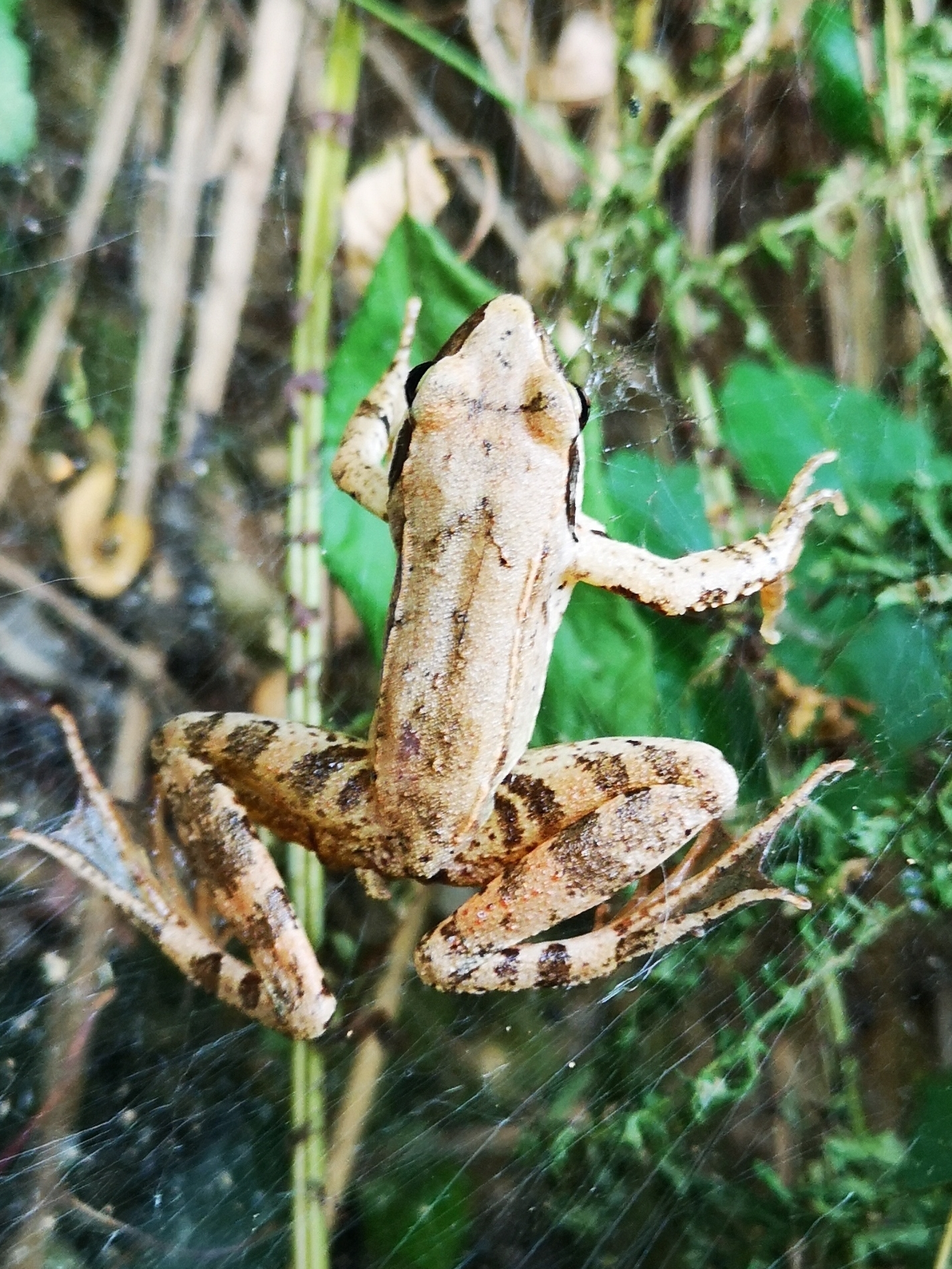
Italienischer Springfrosch (Beispielfoto)

## Gefährdung
Das FFH-Gebiet ist durch verschiedene negative Einflüsse beeinträchtigt. Hierzu zählen die Überwucherung der Wiesen und Trockenrasenflächen, eine Intensivierung der Landwirtschaft mit der Neuanpflanzung von Weinbergen, die Verlandung der Karstweiher durch Wasserentnahme und Besatz mit Fischen, die sich nachteilig auf die vorhandenen Fische, Amphibien und Muscheln sowie Wasserpflanzen in den Teichen und Bächen auswirken.